# مولود میرالیف
مولود میرالیف (انگلیسی: Movlud Miraliyev؛ زادهٔ ۲۷ فوریهٔ ۱۹۷۴) جودوکار اهل جمهوری آذربایجان بود.